# بجن
بجن، بلدية من بلديات ولاية تبسة الجزائرية.
تقع بلدية بجن غرب ولاية تبسة يحدها من الشمال دائرة عين الطويلة ولاية خنشلة ومن الشرق قريقر ومن الجنوب دائرة العقلة ومن الغرب زوي
منطقة ثورية شهدت عدة معارك ضد الاستعمار من ابرزها المعركة التي استشهد فيها القاءد جلالى عثمان وهناك مقام لهده المعركة في راس بوسعيد
تمتاز بجمال طبيعتها وينابيعها العذبة كينبوع بوسعيد تعتمد أساسا على الفلاحة وتربية المواشي نضرا لتنوع غطائها النباتي (شيح حلفاء ديس)